# Stegias clibanarii
Stegias clibanarii är en kräftdjursart som beskrevs av Richardson1904. Stegias clibanarii ingår i släktet Stegias och familjen Bopyridae. Inga underarter finns listade i Catalogue of Life.